# 云台街道
云台街道是中华人民共和国江苏省连云港市海州区下辖的一个街道办事处。
2013年1月6日，江苏省人民政府批复同意撤销云台乡，以原云台乡行政区域设立云台街道办事处，街道办事处驻凌州居委会云善路1号。

## 行政区划
云台街道下辖以下村级行政区划单位：
朱麻村、凤凰村、渔湾村、东磊村、山东村、凌州村、后关村、前关村、丹霞村和西山村。